# Ocupația maghiară a Vidinului

Ţaratul Vidinului

Ocupația maghiară a Vidinului a fost o perioadă în istoria orașului și regiunii Vidin, astăzi în nord-estul Bulgariei, când Țaratul Vidinului a fost condus de Regatul Ungar între 1365 și 1369.

## Cauze
Înainte de 1359, fostul moștenitor al coroanei bulgare, Ivan Srațimir, a devenit conducător al Vidinului și l-a transformat într-o entitate în mare măsură independentă. La începutul anului 1365, Ludovic I al Ungariei, care la fel ca predecesorii săi se autointitula "rege al Bulgariei" (Rex Bulgariae), printre alte titluri, i-a cerut lui Ivan Srațimir să-i recunoască suzeranitatea și să devină vasalul său. După refuzul lui Srațimir, regele Ungariei a întreprins o campanie pentru a cuceri Țaratul Vidinului. Pe 1 mai 1365, a pornit din Ungaria, a ajuns la Vidin pe 30 mai și l-a capturat pe 2 iunie, după un scurt asediu.

## Ocupația

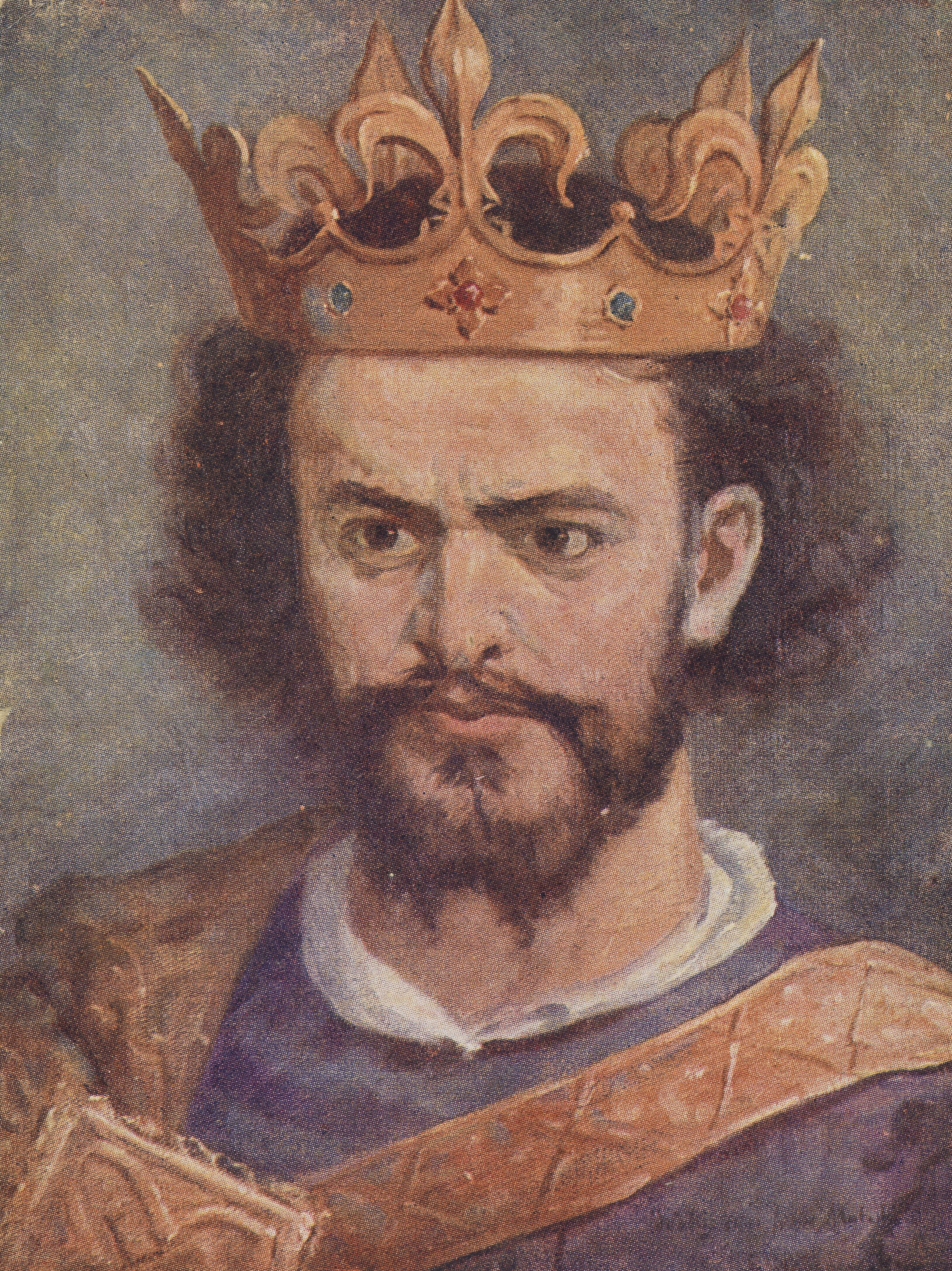
Portretul din secolul al XIX-lea a lui Ludovic I al Ungariei.

Ungurii i-au ținut captivi pe Ivan Srațimir și familia acestuia în cetatea Humnik (Bosiljevo, Croația de astăzi). La scurt timp după aceea, ungurii au confiscat întregul teritoriu al Țaratului Vidinului (cunoscut sub numele de Bodony în limba maghiară) și a transformat-o într-o provincie a Regatului Ungariei guvernată de un ban. Inițial, zona a fost guvernată de Peter Himfi, banul de Bratislava (Pozsony), iar apoi de Dionisos Laczkfi, voievod al Transilvaniei, guvernator de Vidin și conducător ale comitatelor Temesvar (Timișoara) și Solnoca.
După stabilirea conducerii, ungurii au încercat convertirea populației ortodoxe bulgară locale la romano-catolicism, cu asistență călugărilor franciscani. În ciuda duratei sale scurte, aceasta a fost una dintre cele mai vechi dieceze misionare din Ungaria. Conform datelor din Ungaria, franciscanii au convertit 200.000 de persoane sau o treime din populația regiunii. Deși cifra este considerată supraestimată și nerealistă, printre convertiți s-au numărat cu siguranță Ivan Srațimir și familia sa regală. Intoleranța religioasă a fost reflectată în atitudinea populară negativă față de suzeranitate maghiară, atestată într-o notă marginală dintr-o carte religioasă ortodoxă din perioada respectivă: „Această carte a fost scrisă de către Dragan păcătos și lipsit de inteligență, împreună cu fratele său Rayko în zilele în care maghiarii condus Vidin si a fost o mare durere pentru oamenii din acea vreme”.

## Sfârșitul ocupației
Tatăl lui Ivan Srațimir, țarul Ivan Alexandru, conducătorul Bulgariei de la Târnovo, nu putea face nimic pentru a încheia administrația maghiară și a-și elibera fiul. Câțiva ani mai târziu, cu toate acestea, a profitat de situația politico-militară din Balcani și a organizat o coaliție ortodoxă de recapturare a Vidinului. Pentru aderarea în cadrul alianței, Ivan Alexandru a oferit împăratului bizantin porturile de la Marea Neagră la sud de Nesebăr (Messembria), în schimb, cu toate acestea, Ioan al V-lea Paleologul a trebuit să plătească 180.000 de florini lui Vladislav Vlaicu, domnitor al Țarii Românești. Voievodul valah ar fi trebuit, în schimb, să captureze Vidinul și să-i cedeze lui Ivan Alexandru.
În 1369, ocupația maghiară a Vidinului s-a încheiat ca urmare a atacului dat de Vlaicu vodă. Negocierile, care au decurs între Regatul Ungariei și aliații lui Ivan Alexander, Vladislav Vlaicu și Dobrotiță, despotul semi-independent al Dobrogei, au condus la revenire orașului în posesia bulgară. Se consideră că Ivan Srațimir a fost reînscăunat conducătorul regiunii în toamna anului 1369.